# Pristupit' k likvidacii
Pristupit' k likvidacii (Приступить к ликвидации) è un film del 1983 diretto da Boris Alekseevič Grigor'ev.

## Trama
Il film è ambientato nella primavera del 1945 nella Bielorussia occidentale, dove la brutale banda di Boleslav Kruk crea il caos. Uccidono, rapinano e danno fuoco a terreni agricoli collettivi. Hanno in programma di arrivare a Mosca. Il tenente colonnello Ivan Danilov sta cercando di occuparsene.